# Frank Visser (schrijver)
Frank Visser (Voorburg, 17 september 1958) is een Nederlandse theosoof, religiepsycholoog en publicist.
Hij heeft meerdere boeken geschreven, waaronder één over Ken Wilber en staat daarom ook bekend als zijn biograaf. Hij is webmaster van Integral World (voorheen The World of Ken Wilber), een website toegespitst op de filosofie van Ken Wilber, met vriendelijke en kritische essays. Hij is werkzaam geweest in de uitgeverijwereld (bij Uitgeverij Servire) en werkt sinds 1999 als internet-specialist (bij EuroRSCG, Lost Boys en Emakina).